# 廿八都文昌阁

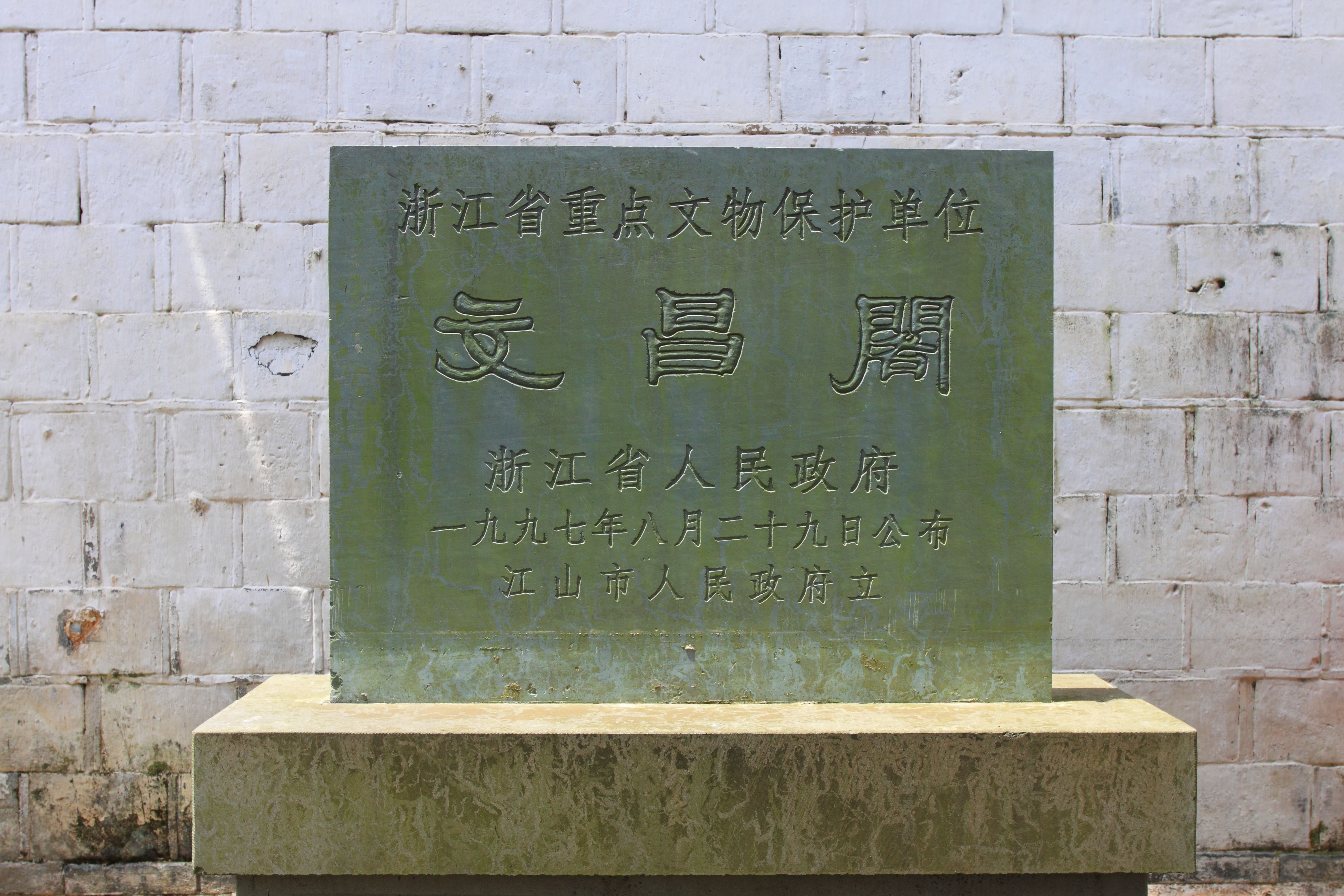

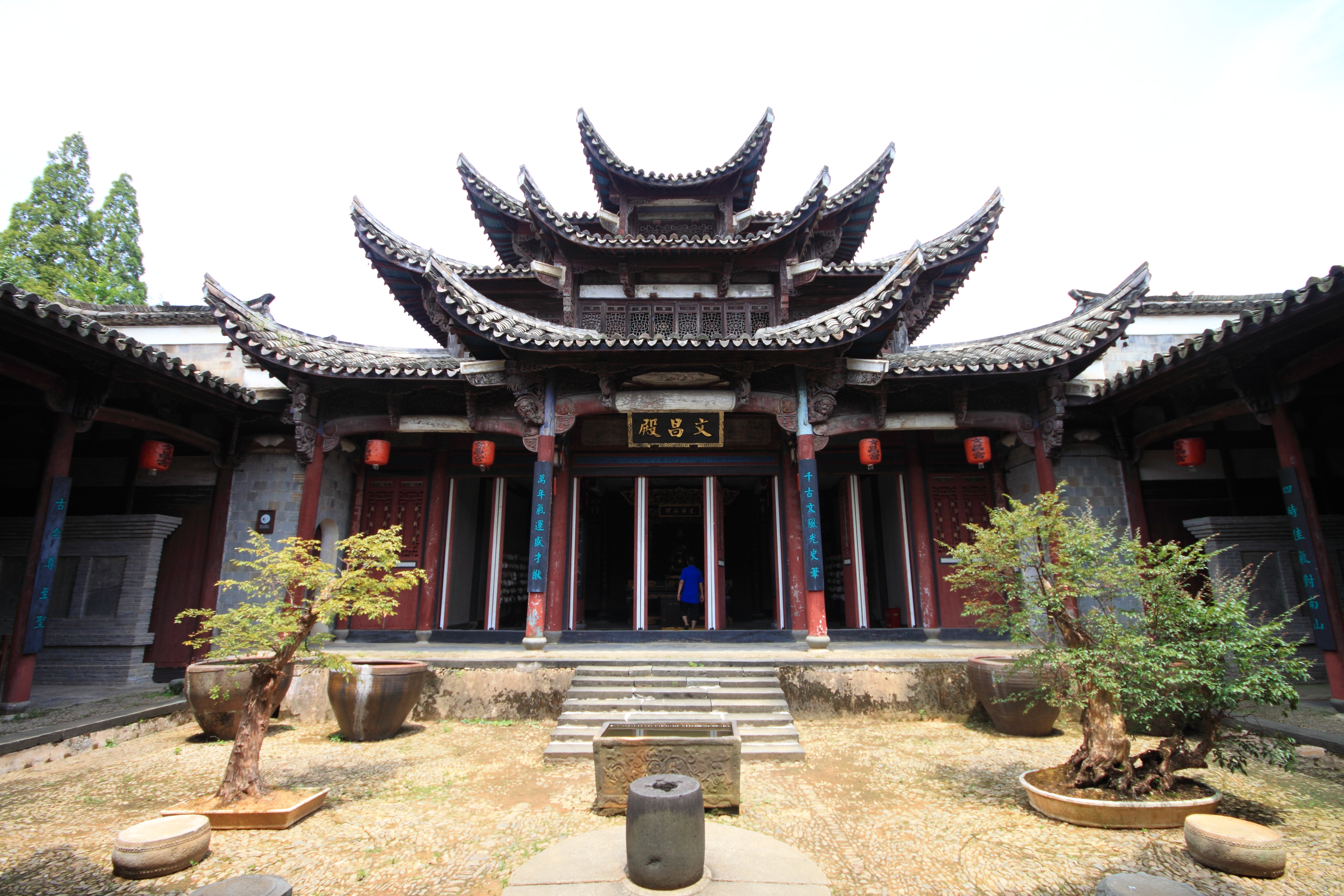

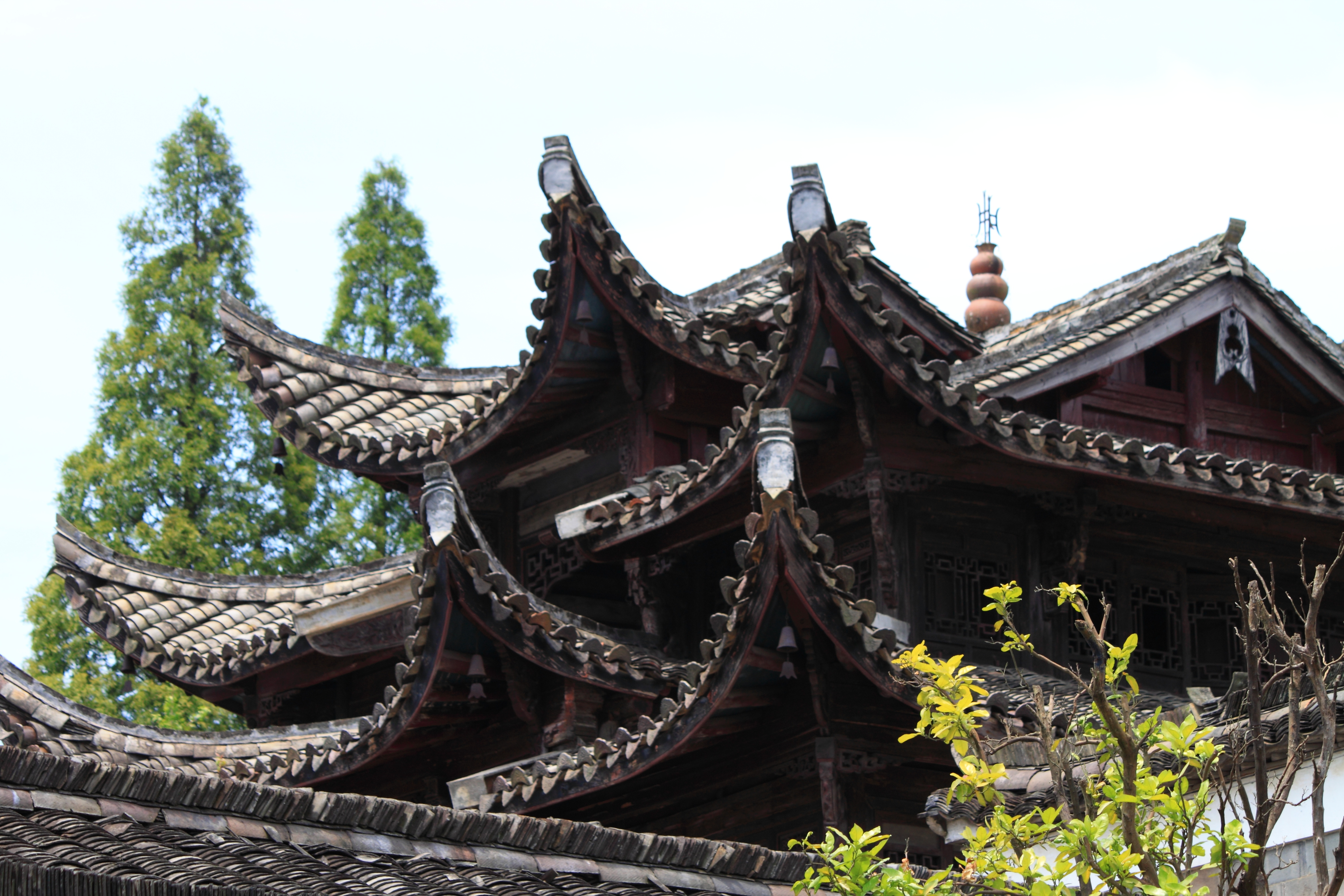
文昌阁（清末）

廿八都文昌阁位于中国浙江省江山市廿八都镇浔里村东北端，是一处浙江省文物保护单位。

## 历史
廿八都文昌阁建于清宣统元年（1909年）。 

## 建筑
廿八都文昌阁包括前厅、正厅、后厅三进。正厅三层，面阔26米，重檐歇山顶，藻井等处设彩绘。

## 保护
1997年8月29日，廿八都文昌阁公布为第四批浙江省文物保护单位。